# Molí Lluny
El Molí Lluny és un edifici del municipi de Tossa de Mar (Selva). Es tracta d'un Edifici aïllat de dues plantes i coberta de doble vessant a façana. És una construcció de pedra i rajola de planta rectangular. Forma part de l'Inventari del Patrimoni Arquitectònic de Catalunya.

## Descripció
Les obertures estan emmarcades de pedra calcària de Girona i a la part superior del primer pis té diverses obertures en forma d'òcul. Cal destacar que els ràfecs tenen decoració geomètrica pintada. Estan formats per quatre fileres de rajoles i teules intercalades. Cal remarcar que la xemeneia, al costat sud, té incorporat un rellotge de sol.

## Història
Es tracta d'un antic molí d'en Parot, de la família Moré Parot-Ferrer. Màrius Zucchitello va recollir la història de Joan Moré Parot, que va lluitar temeràriament contra els francesos el 1809 i fou assassinat el 24 de juny del mateix any, just abans que els francesos ocupessin la vila. A la llinda de pedra de la porta principal, a la banda septentrional, hi ha una inscripció gravada "P.M.P 1785", és a dir, Pere Moré Parot (pare de Joan Moré Parot).